# Rynek (Szewo)
Rynek – do końca 2017 roku część wsi Szewo w Polsce, w województwie kujawsko-pomorskim, w powiecie włocławskim, w gminie Lubień Kujawski. Miejscowość zniesiona 1 stycznia 2018.